# Atmosfera zero
Atmosfera zero (Outland) è un film del 1981 diretto da Peter Hyams.
Thriller psicotico e claustrofobico di ambientazione fantascientifica con protagonista Sean Connery.
È stato descritto come un "western spaziale" con numerose similitudini con Mezzogiorno di fuoco.

## Trama
La vicenda si svolge su Io, uno dei satelliti di Giove. Il commissario federale William O'Niel è trasferito alla città mineraria Con-Am 27. Le condizioni nelle quali i lavoratori svolgono l'attività estrattiva sono dure: la gravità è meno forte rispetto a quella terrestre, l'atmosfera non è respirabile ed i minatori (che estraggono titanio) sono costretti ad operare indossando ingombranti tute spaziali. I turni di lavoro sono molto lunghi, ma gli straordinari vengono ben retribuiti e il direttore generale della miniera, Mark Sheppard, si fa vanto che la produzione abbia superato ogni record precedente, da quando lui ha preso il comando.
Carol, la moglie di O'Niel, non sopporta di crescere il loro figlio Paul su Io, e attende il prossimo shuttle per andarsene.
A sconvolgere la vita di O'Niel sono le misteriose morti di alcuni minatori: Tarlow, che si terrorizza affermando di vedere un ragno nella propria tuta e si strappa il tubo dell'ossigeno morendo brutalmente a causa della improvvisa depressurizzazione; Cane, che entra in un elevatore senza tuta e si uccide a seguito della decompressione aprendo il portellone all'atmosfera di Io; Sagan, che si rinchiude tenendo in ostaggio una prostituta, costringendo O'Niel e il suo sergente Montone a irrompere e ucciderlo per salvarla. O'Niel indaga sulle morti con la riluttante dottoressa Lazarus, la quale analizza il sangue di Sagan e scopre che egli assumeva Euthimal policlorico, una potente droga a base di anfetamina, espediente che permette agli astro-minatori di lavorare per giorni interi prima di impazzire non appena perde effetto. O'Niel scopre che la droga viene illegalmente distribuita da uomini di Sheppard e viene tuttavia sanzionato dal sergente Montone.
Utilizzando le camere di sorveglianza, O'Niel rintraccia e cattura Nicholas Spota, uno dei trafficanti di Sheppard, e lo tiene immobilizzato con una tuta all'interno di una camera pressurizzata senza gravità. Tuttavia, prima dell'interrogatorio, O'Niel scopre che Spota è stato ucciso e poco dopo scopre anche Montone assassinato. Quando si reca in una cella frigorifera per indagare su un carico di carne indirizzato a Montone, O'Niel viene attaccato da un altro trafficante, Russell Yario; O'Niel lo mette fuori combattimento e si disfa delle buste di droga, che erano state nascoste nella carne spedita dalla stazione spaziale. Quando Sheppard viene a saperlo, contatta Bellows, il suo distributore di droga, chiedendogli di inviare dei sicari professionisti. O'Niel tuttavia rinviene le comunicazioni di Sheppard scoprendo la chiamata con Bellows, e si prepara all'arrivo, tramite shuttle, dei due assassini. Inizia un estenuante conto alla rovescia che scandisce il tempo sino all'arrivo dello shuttle.
Realizzando che l'unico aiuto che avrà contro i killer è quello della dottoressa Lazarus, O'Niel effettua un'ultima chiamata alla propria famiglia, promettendo di raggiungerli una volta che avrà completato il proprio incarico. Osservandoli con le telecamere di sorveglianza, O'Niel tende una trappola ai sicari e riesce a neutralizzarli uno alla volta. La dottoressa Lazarus lo aiuta intrappolandone uno in un corridoio pressurizzato e O'Niel attiva una bomba che causa una decompressione esplosiva che uccide il sicario. Il secondo assassino viene ucciso in una serra, nella quale O'Niel riesce a fargli esplodere un colpo, infrangendo così un vetro e causando una decompressione che lo "aspira" all'esterno della base. Improvvisamente il sergente Ballard, a libro paga di Sheppard, attacca O'Niel, dando vita ad una lotta all'esterno, nelle rispettive tute spaziali. O'Niel riesce a prevalere strappando a Ballard il tubo dell'aria e facendolo andare alla deriva nel vuoto.
Alla fine O'Niel si reca in un locale della base e affronta Sheppard dandogli un pugno e lasciando che egli venga consegnato alla giustizia o ucciso dai criminali per cui lavorava. Terminata la sua lotta contro il crimine, O'Niel saluta la coraggiosa dottoressa Lazarus e parte per raggiungere sua moglie e figlio nello shuttle, dove riposeranno dormendo ibernati per un anno fino al rientro sulla Terra.

## Colonna sonora

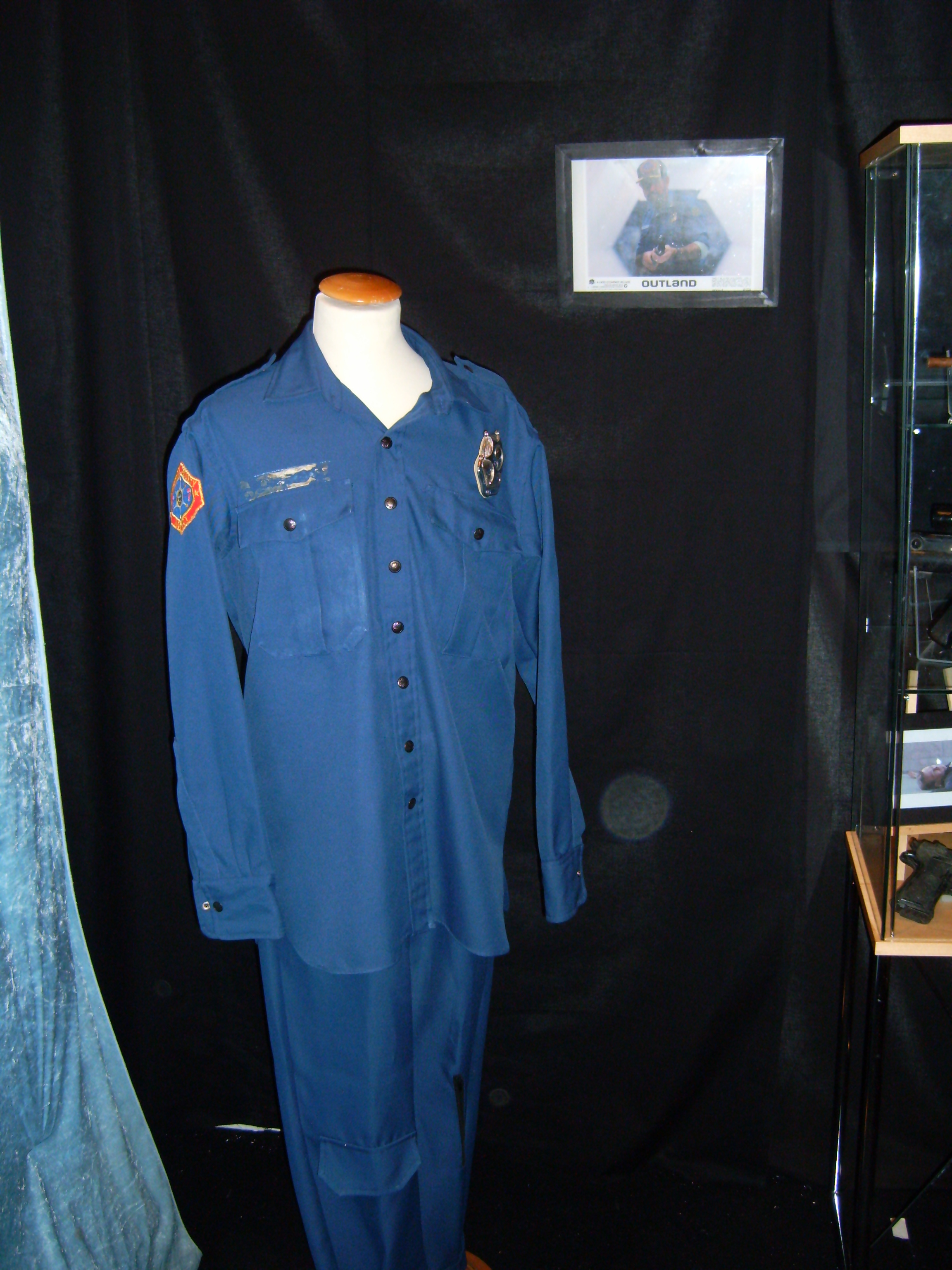
Costume utilizzato per il film

L'elaborata e ombrosa partitura sinfonica che commenta il film è opera del compositore Jerry Goldsmith, noto per aver collaborato, proprio in quegli anni, a numerosi altri celebri film di fantascienza e horror, con ambientazioni e situazioni analoghe a quelle di Atmosfera zero (tra questi, Alien di Ridley Scott, Il pianeta delle scimmie nella prima versione del 1968 diretta da Franklin J. Schaffner, La fuga di Logan, Poltergeist e Star Trek: il film). Con il regista Peter Hyams, Goldsmith aveva inoltre già collaborato nel 1978 per il film di fanta politica Capricorn One.
Allo scopo di differenziare l'approccio musicale adottato in questo film rispetto a quello particolarmente sofisticato e avanguardistico che era stato scelto due anni prima per la pellicola Alien (viste le non poche similitudini di ambientazione che ci sono tra le due pellicole - Atmosfera zero era stato definito, dai recensori dell'epoca, un Alien senza il mostro) Goldsmith, in questo caso, pur non rinunciando all'originalità e all'ampiezza della ricerca timbrica e ritmica che contraddistinguono normalmente il suo stile compositivo, ha composto una partitura che occhieggia in modo più riconoscibile allo stile di alcuni compositori del Novecento, in particolare a quello di Stravinskij e Bartòk.
La partitura sinfonica è stata prodotta in numerose edizioni discografiche, prima su vinile, e poi su CD.
Le edizioni pubblicate subito dopo l'uscita del film contenevano una selezione ristretta della partitura, rielaborata dallo stesso autore senza tener conto dell'ordine cronologico d'ascolto nel film, e assemblata in soli 10 brani, per una durata complessiva di circa 40 minuti di durata.
La successiva edizione, pubblicata a tiratura limitata nel giugno 2010 dalla casa discografica specializzata Film Score Monthly, contiene un doppio CD. Nel primo disco è presente la versione integrale delle musiche, nell'ordine in cui si ascoltano nel film, divise in 27 brani, per una durata complessiva di circa 64 minuti. Nel secondo disco viene nuovamente proposta, con suono rimasterizzato, la selezione ristretta di brani assemblati da Goldsmith per l'edizione originaria del 1981. 
L'ascolto delle due versioni è molto differente. Nel cofanetto sono presenti infine anche alcuni brani di musica elettronica (utilizzati nelle scene che si svolgono nella sala ricreativa della base spaziale) composti da Goldsmith e da Richard Rudolph e Michael Boddicker.

## Accoglienza

### Critica
(Fantafilm)